# خورخی
خورخی (به لاتین: Khurkhi) یک منطقهٔ مسکونی در روسیه است که در شهرستان لاکسکی واقع شده‌است.